# イエスの御名の礼拝

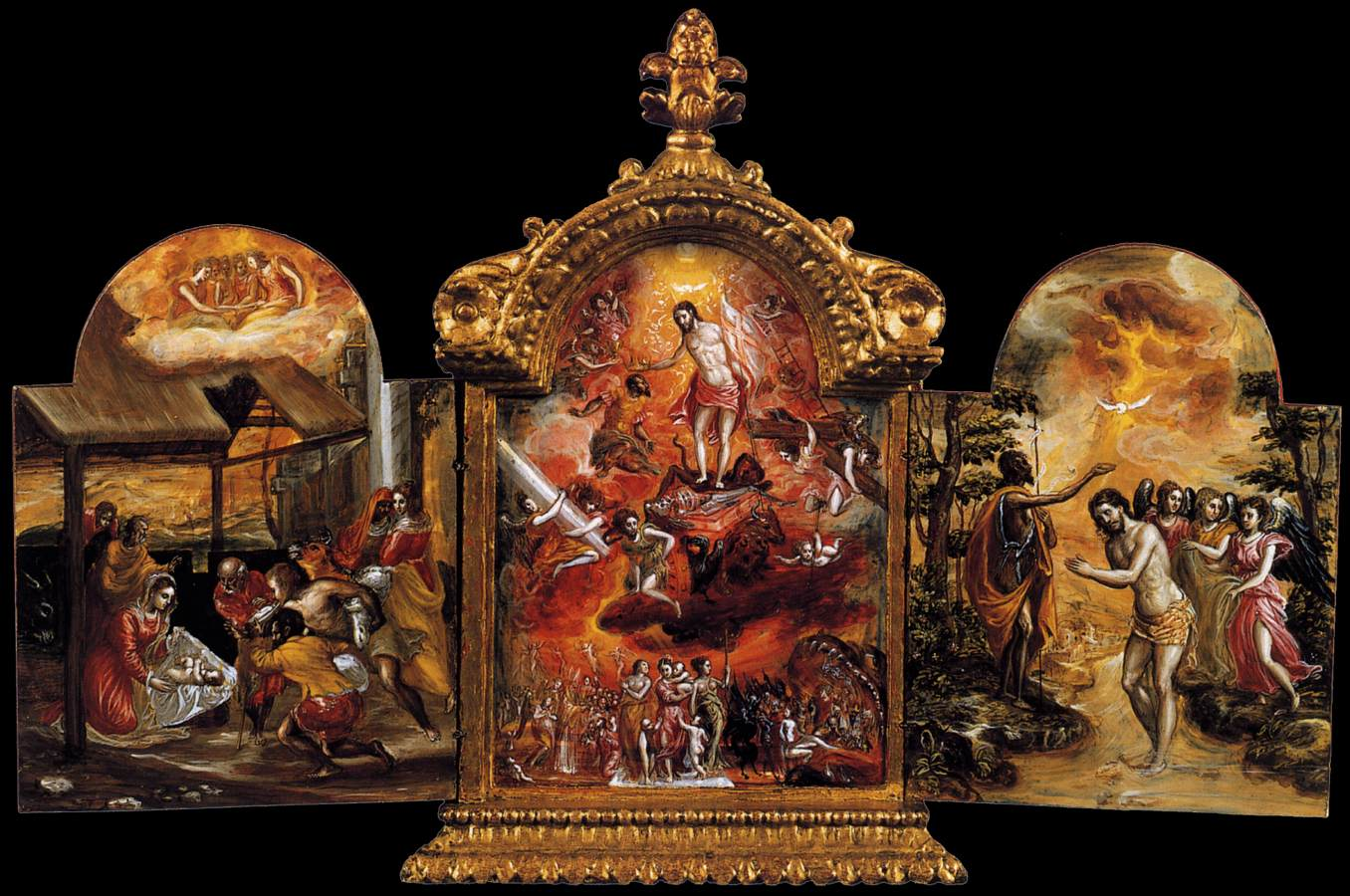
エル・グレコ『モデナの三連祭壇画』(1567-1568年)　エステンセ美術館 (モデナ)

『イエスの御名の礼拝』（イエスのみなのれいはい、西: Adoración del nombre de Jesús、英: Adoration of the Holy Name of Jesus）は、ギリシャ・クレタ島出身であるマニエリスム期のスペインの巨匠エル・グレコが、スペイン到着後まもない時期 (1577-1579年) に制作したキリスト教を主題とするキャンバス上の油彩画である。制作の経緯は不明で、スペイン国王フェリペ2世からの依頼なのか、エル・グレコが国王の注意を引こうとして描いたのかわからない。いずれにしても、本作の制作後、画家は、国王から『聖マウリティウスの殉教』(エル・エスコリアル修道院) という大作の制作依頼を受けることとなる。作品は、マドリード近郊のエル・エスコリアル修道院に所蔵されている。

## 解説
画面下部中央には、1571年のレパントの海戦でオスマン・トルコを破ったカトリックの神聖同盟の主役3名が描かれている。ほぼ中央右寄りの黒衣に身を包んでいるスペインのフェリペ2世、その左横で背を向けているヴェネツィア共和国のドージェ (総督)、そしてフェリペ2世とヴェネツィアのドージェの上で赤い手袋の両手を合わせて祈っているローマ教皇ピウス5世である。3人はレパントの海戦に勝利したことを感謝するために天空に浮かぶイエスの御名「IHS」を礼拝している。天上には天使たちによるイエスの御名の礼賛場面が展開している。
画面左側には審判を待つ人々がおり、右側には怪獣の口を象った地獄が描かれている。この地獄の描写は、エル・グレコのヴェネツィア時代の作品『モデナの三連祭壇画』(エステンセ美術館) の中央パネル「天使に冠を授けるキリスト」に描かれている地獄を想起させる。しかし、「天使に冠を授けるキリスト」の地獄には何人かの高位聖職者が登場しているのに対し、本作では皆無であるばかりか、画面中央で主役を務めている。この大きな変化の背後には、1545年から1563年まで開かれたトリエント公会議の影響が見逃せない。この公会議はプロテスタント側が否定する教義や規律、儀式をカトリック側が改めて正当なものとして確認した場であったが、スペインにおいても異端審問所長官フェルナンド・デ・バルデ―スの命によって1559年にバリャドリードで発行された禁書目録の前文で、聖人や高位聖職者を批判することを全面的に禁じているのである。